# Copa Hopman de 1994
A Copa Hopman de 1994 foi a 6ª edição do torneio entre países do tênis em mistas, organizada pela Federação Internacional de Tênis.
Jana Novotná e Petr Korda da República Checa bateram o time dos alemães de Anke Huber e Bernd Karbacher na final.